# Richárd Márton
Richárd Márton (Budapest, 7 de octubre de 1999) es un deportista húngaro que compite en natación, especialista en los estilos libre y mariposa.
Ganó cinco medallas en el Campeonato Europeo de Natación, en los años 2022 y 2024, y una medalla de bronce en el Campeonato Europeo de Natación en Piscina Corta de 2023.

## Palmarés internacional
| Campeonato Europeo                  | Campeonato Europeo | Campeonato Europeo | Campeonato Europeo      |
| Año                                 | Lugar              | Medalla            | Prueba                  |
| ----------------------------------- | ------------------ | ------------------ | ----------------------- |
| 2022                                | Roma (Italia)      | Medalla de oro     | 4 × 200 m libre         |
| 2022                                | Roma (Italia)      | Medalla de plata   | 200 m mariposa          |
| 2024                                | Belgrado (Serbia)  | Medalla de oro     | 4 × 200 m libre mixto   |
| 2024                                | Belgrado (Serbia)  | Medalla de plata   | 4 × 200 m libre         |
| 2024                                | Belgrado (Serbia)  | Medalla de bronce  | 4 × 100 m estilos mixto |
| Campeonato Europeo en Piscina Corta |                    |                    |                         |
| Año                                 | Lugar              | Medalla            | Prueba                  |
| 2023                                | Otopeni (Rumania)  | Medalla de bronce  | 200 m mariposa          |